# 坂本剛
坂本 剛（さかもと ごう）は、日本で活動するミュージカル俳優および元ファッションモデルである。大阪府箕面市新稲出身、神奈川県川崎市在住。劇団四季所属。箕面ミュージカル大使を務めている（後述）。

## 来歴
小学3年生の時に箕面市立西小学校に転校し、箕面市立第一中学校を経て、22歳の頃まで箕面市に在住していた。その後社会人となり日本航空株式会社へ入社したが、イタリア留学のために退職し、イタリアへ渡った。帰国後は東京都へ移住しファッションモデルとして活動していた。1999年2月に劇団四季オーディションに合格し、ファッションモデルを引退して舞台俳優に転向した。ライオンキングのアンサンブル役で初舞台出演を果たし、以降は舞台俳優として活動している。2015年11月25日に箕面市役所で行われた箕面ミュージカル大使の称号授与式に参加し、箕面市から箕面ミュージカル大使の称号を授与された。

## 人物
趣味はスポーツ観戦で、自身は小学生の頃にソフトボールを競技経験しており、中学時代は野球部で活動していた。その他ラグビーも競技経験がある。
イタリアへ渡ったのは、映画『グランブルー』に魅了されたのが理由のひとつだと公言している。

## 主な出演作品
- ライオンキング（アンサンブル）
- クレイジー・フォー・ユー（パーキンス、カスタス）
- ウィキッド（エルファバの父）
- サウンド・オブ・ミュージック（アンサンブル）
- 南十字星（アンサンブル）
- マンマ・ミーア!（ビル・オースティン）